# Notoxus macropthalmus
Notoxus macropthalmus là một loài bọ cánh cứng trong họ Anthicidae. Loài này được Uhmann miêu tả khoa học năm 1987.